# Carpathonesticus hungaricus
Carpathonesticus hungaricus là một loài nhện trong họ Nesticidae.
Loài này thuộc chi Carpathonesticus. Carpathonesticus hungaricus được miêu tả năm 1894 bởi Chyzer.